# 檀紙村
檀紙村（だんしむら）は、香川県香川郡にあった村。現在の高松市西部にあった。

## 人口
| \| 1920年（大正9年） \| 4,113人 \| \| \| 1925年（大正14年） \| 4,181人 \| \| \| 1930年（昭和5年） \| 4,397人 \| \| \| 1935年（昭和10年） \| 4,449人 \| \| \| 1940年（昭和15年） \| 4,441人 \| \| \| 1947年（昭和22年） \| 5,859人 \| \| \| 1950年（昭和25年） \| 5,761人 \| \| \| 1955年（昭和30年） \| 5,512人 \| \| |         |  |
| 総務省統計局 / 国勢調査（1955年） |         |  |
| 1920年（大正9年） | 4,113人 |  |
| 1925年（大正14年） | 4,181人 |  |
| 1930年（昭和5年） | 4,397人 |  |
| 1935年（昭和10年） | 4,449人 |  |
| 1940年（昭和15年） | 4,441人 |  |
| 1947年（昭和22年） | 5,859人 |  |
| 1950年（昭和25年） | 5,761人 |  |
| 1955年（昭和30年） | 5,512人 |  |

## 歴史
- 1890年2月15日 - 町村制施行に伴い、香川郡檀紙村、御厩村（みまやむら）、中間村（なかつまむら）が合併し、檀紙村が発足。
- 1956年9月30日 - 高松市に編入される。